# Kartellpartei
Kartellpartei ist eine idealtypische Bezeichnung der politikwissenschaftlichen Parteienforschung. Die Parteienforscher Richard S. Katz (Johns Hopkins University) und Peter Mair (Universität Leiden) führten jenen Parteientypus in den 1990er Jahren in den Diskurs ein, um den Wandel der Parteien in Westeuropa zu beschreiben. Ihr Beitrag ist sowohl in der auf die Entwicklung der Parteien bezogenen politikwissenschaftlichen Niedergangs- und Krisendiskussion als auch in der Diskussion um die Transformation der Parteiendemokratien selbst wirkungsmächtig.

## Ausgangspunkt
Ausgangspunkt ist die Idee, dass die etablierten Parteien auf ihre zunehmend nachlassende gesellschaftliche Verankerung (geringere Mitgliederzahl, verringerte Beitragsannahmen, erhöhte Volatilität, geschwächte Bindung zu gesellschaftlichen Gruppen und Akteuren) mit einer Hinwendung zum Staat reagieren, um so neue Ressourcen (insbesondere staatliche Parteienfinanzierung) zum Ausgleich erschließen zu können. Außerdem soll sich das strategische Verhalten der Parteien über Parteiengrenzen hinweg zu Gunsten von Kooperationen untereinander verändern, so dass sie aus jeweiligem Eigeninteresse kooperieren und die gewonnenen staatlichen Ressourcen gegenüber neuen Parteien verteidigen sowie ausbauen können. Grund dafür ist unter anderem eine fortschreitende Professionalisierung der Akteure, die sich in der zunehmenden Zahl von „Berufspolitikerinnen und -politikern“ bemerkbar macht. Aufgrund der gemeinsamen Verteilung von Ressourcen und einer „Verschmelzung“ mit der staatlichen Sphäre kann von einem Parteienkartell gesprochen werden.

## Kartellparteithese nach Katz und Mair
Katz und Mair gingen von einer vier-phasigen historischen Entwicklung der Parteien aus: Auf die Phase (1) der Honoratiorenparteien (bzw. Elitenparteien) im 19. Jahrhundert, folgt die (2) der Massenintegrationsparteien von etwa 1880–1960 und (3) der Catch-all-Parteien (bzw. Volksparteien) seit 1945. Als vierte Phase seit den 1970er Jahren würden die (4) der Kartellparteien folgen.
Diese Phasen ergeben sich aus Merkmalen der organisatorischen Struktur, der politischen Rolle im demokratischen Prozess und dem Wettbewerbsverhalten der Parteien.
Der Übergang in die vierte Stufe – sprich in den Typus der Kartellpartei – lässt sich nach Katz und Mair aus exogenen und endogenen Gründen heraus erklären. Zu den exogenen Gründen zählen sie insbesondere die sozio-ökonomischen und sozio-kulturellen Umbrüche der letzten Jahrzehnte: Entwicklung der Industriegesellschaft hin zur wissensbasierten Dienstleistungsgesellschaft, zunehmende Säkularisierung, die Gesellschaft nach Lebensstilen ausdifferenzierende Individualisierungsprozesse und die Stärkung post-materialistischer Werte. Die Wählerbindungen an die Parteien ließen somit über die schwächer werdende Milieuprägung nach und somit die „Verlässlichkeit“ an der Wahlurne. Außerdem veränderte sich das politische Partizipationsverhalten in der Gesellschaft in Richtung themenspezifischer Projektorientierung, die nur noch bedingt mit traditionellem, an Gremien orientiertem Engagement in Parteien harmoniert.
Allerdings zählen die Autoren auch endogene – also in der Verantwortung der Parteien selbst liegende – Gründe zu den Ursachen der Transformation in die Kartellpartei. Die strategische Öffnung der Parteien in den 1950ern und 1960ern zu Gunsten einer möglichst breiten und heterogenen Wählerschaft, welche als Grundbedingung des Wandels hin zur Volkspartei gilt (bekanntestes Beispiel: Godesberger Programm der SPD), forcierte somit bewusst die Lockerung der gesellschaftlichen Bindung an die Parteien. Seit Mitte der 1970er Jahre rächt sich nun diese Strategie, da aufgrund von Massenarbeitslosigkeit und geringem Wirtschaftswachstum das Vertrauen in die Politik ohnehin angekratzt wurde und die Parteien seitdem unter Druck stehen, dem sie aufgrund ihrer forcierten Lockerung der Milieubindung umso weniger entgegenzustellen haben.

### Demokratietheoretischer Kontext
Die Autoren ordnen die Entwicklungen der Parteien hin zu Kartellparteien des Weiteren in einen demokratietheoretischen Kontext ein. Hierbei zeichnen sie eine Relativierung der Bedeutung von Wahlniederlagen auf drei Ebenen nach. Einerseits produziert das Parteienkartell aufgrund des kontinuierlichen und kooperativen Zusammenarbeitens der Parteien Proporzregelungen und -routinen, die de facto Regierungsbeteiligungen auch als „Oppositionsparteien“ ermöglicht. Signifikante inhaltliche Verschiebungen durch Regierungswechsel sind somit außerdem beeinträchtigt. Letztlich verlieren auch die materiellen Auswirkungen aufgrund von Wahlniederlagen an Bedeutung, da das Parteienkartell staatliche Ressourcen unabhängig von diesen untereinander verteilen und insgesamt steigern werden wird.

## Kritik
Prominentester Kritiker dieses Modells war wohl Ruud Koole, der vor allem eine klare Definition und die empirische Abgrenzbarkeit zu anderen Parteitypen vermisste. Zur empirischen Überprüfung der Kartellpartei ist zudem auf die Studie von Klaus Detterbeck hinzuweisen, der neben einer empirischen Fundierung des theoretischen Konstrukts auch eine Weiterentwicklung sowie eine spezifizierte Definition von Kartellpartei entwickelte. Diese stellt die Hinwendung der Parteien zur staatlichen Sphäre sowie deren eigeninteressierte Kooperation ins Zentrum. Diese Verschlankung der Kartellpartei-Definition gründet in seinen zentralen empirischen Ergebnissen. Detterbeck zeigt auf, dass eine Konvergenz zwischen den etablierten Großparteien zwar tatsächlich erkennbar ist, diese aber nur innerhalb der Länder bei Beibehaltung internationaler Differenzen und Differenzen zwischen den verschiedenen Parteienfamilien identifizierbar ist, sprich: nationale Konvergenz bei beständiger Divergenz im westeuropäischen Vergleich.
Auch kann nach seinen Ergebnissen nicht von einer gesellschaftlichen Abkoppelung der Parteien gesprochen werden: Mitgliederprinzip und  beständige priore gesellschaftliche Verbindungen (bspw. Sozialdemokratie und Gewerkschaften) sind nach wie vor festzustellen. Ein weiteres wesentliches Ergebnis betrifft die von Katz und Mair angenommene Ausgrenzung neuer Parteien. Empirisch lässt sich keine Ausgrenzung der Parteien, sondern eine „Erziehung“ der Parteien im Sinne kartellkonformen Verhaltens beobachten. Neue Parteien werden somit in das Kartell integriert (Zugang zu staatlichen Ressourcen, Einbeziehung in kooperative Arrangements) und nicht versucht außen vorzulassen.